# 胡安·巴勃罗·巴里利亚斯
胡安·巴勃罗·巴里利亚斯·帕蒂尼奥-萨穆迪奥（西班牙語：Juan Pablo Varillas Patiño-Samudio，西班牙語發音：[ˈxwam ˈpaβlo βaˈɾiʝas]，1995年10月6日—）是秘鲁网球运动员。巴里利亚斯在秘鲁男子网球运动员中单打排名第一，已经赢得了4个ATP挑战赛和5个国际网球联合会（ITF）单打冠军。

## 职业生涯

### 2023年
在2023年澳大利亚网球公开赛中，巴里利亚斯在男子单打资格赛第三轮输给了日本运动员绵贯阳介。但他以幸运落败者的身份进入正赛，在第一轮输给了德国运动员亚历山大·兹韦列夫。

## 备注
1. ↑  Juan和Varillas分开时的发音分别为[ˈxwan]和[baˈɾiʝas]。